# 公的固定資本形成
公的固定資本形成（こうてきこていしほんけいせい）とは、政府が行う社会資本整備などの投資である。

## 概要
公的固定資本形成は、政府が造る道路・ダムといった社会資本整備、公団・公社が行う設備投資・住宅投資を指し、一般的には公共投資と呼ばれている。
公的固定資本形成は、国内総生産の重要な項目であるだけでなく、景気変動に対して政府が行う財政政策の主要な手段が公的固定資本形成の増減であったことから、政府の行う経済政策の動きを示す指標として注目されてきた。

## 公共投資、公共事業との関係
公的固定資本形成と公共投資、公共事業とはほとんど同義語として使われることが多いが、公的固定資本形成には土地代が含まれない点が大きな違いである。逆に、公的固定資本形成にはコンピューターのソフトなどへの投資も含まれるが、公共投資や公共事業という場合には含まないことが多い。
国の一般会計には、公共事業費という用語が用いられているが、ここでいう公共事業には小中学校などの校舎の建設や病院の建設などの事業は含まれていない。予算の用語では、公共事業は道路や橋、港湾、上下水道などの建設を指すことが多い。
公共事業の範囲が問題となるのは、財政法の第4条第1項ただし書で、公共事業費、出資金及び貸付金の財源については、公債の発行や借入金をすることを認めているからである。このただし書きを根拠として発行される国債が、建設国債である。
公共事業費の範囲については毎年度予算総則の中に記されており、財政法第4条第3項は、各会計年度ごとに、国会の議決を経ることが必要と定めている。